# Filothei
Filothei (greacă Φιλοθέη) este un oraș în Grecia în prefectura Atena.